# Terence Boston, Baron Boston of Faversham
Terence George Boston, Baron Boston of Faversham QC (* 21. März 1930; † 23. Juli 2011) war ein britischer Politiker (Labour).

## Leben und Karriere
Boston wurde als Sohn von George Thomas Boston und Kate Bellati geboren.
Er besuchte die Woolwich Polytechnic School in Woolwich, Kent. Er diente in der Royal Air Force und wurde 1950 zum Oberleutnant der Luftwaffe (Flight Lieutenant) befördert. Er studierte Rechtswissenschaften am King’s College der Universität London in London. 1954 legte er dort einen Bachelor of Laws (LLB) ab. 1960 wurde er als Barrister-at-Law an der Anwaltskammer Inner Temple zugelassen. 1973 wurde er am Gray’s Inn als Anwalt zugelassen. 1981 wurde er Kronanwalt.
Von 1957 bis 1964 arbeitete Boston bei der BBC.
Er war dort von 1957 bis 1960 stellvertretender Redakteur der BBC News im Bereich Nachrichtenagenturen (Sub-editor of External Services), von 1960 bis 1964 war er Sendeleiter im Ressort Zeitgeschehen und Tagespolitik (Senior BBC producer of current affairs). Von 1980 bis 1990 war er Vorsitzender von TVS Entertainment plc.
Boston trat bei den Wahlen 1955 und 1959 im Wahlkreis Wokingham zunächst erfolglos für die Labour Party an. Im Mai 1964 wurde er für die Labour-Partei im Wahlkreis Faversham ins House of Commons gewählt. Im Oktober 1964 und 1966 wurde er wiedergewählt. Bei den Parlamentswahlen 1970 verlor er seinen Sitz im House of Commons an Roger Moate, den Kandidaten der Conservative Party.
Zwischen 1964 und 1969 war Boston als parlamentarischer Staatssekretär (PPS) tätig. Zunächst von 1964 bis 1966 unter Charles Pannell, dem Minister für Öffentliches Bauwesen und Arbeit, später unter Richard Marsh von 1966 bis 1968 im Energieministerium und von 1968 bis 1969 im Verkehrsministerium. Von 1969 bis 1970 war er stellvertretender Geschäftsführer (Assistant Government Whip) der Regierungspartei. Zwischen 1976 und 1978 war er britischer Delegierter bei der UN-Vollversammlung.
Boston hatte außerdem verschiedene Parteiämter inne. Von 1949 bis 1951 war er Mitglied
des National Committee Young Socialists (zu der Zeit: Labour League of Youth).
1950 gehörte er dem Vorstand (Executive Committee) der International Union of Socialist Youth an.
Boston war seit 1962 mit Margaret Joyce Head, der Tochter von Rowley Henry Jack Head, verheiratet.

## Mitgliedschaft im House of Lords
Boston wurde am 1. Juli 1976 zum Life Peer erhoben. Er trug den Titel Baron Boston of Faversham, of Faversham in the County of Kent. Im House of Lords saß er als Crossbencher.
Er war 1979 Staatsminister (Minister of State) im Home Office. Von 1979 bis 1984 war er Oppositionssprecher im Oberhaus für Innenpolitik (Home Office Affairs), von 1984 bis 1986 für Verteidigung. Er war Vorsitzender und Sprecher in mehreren Ausschüssen des House of Lords. Von 1992 bis 1994 war er Erster Stellvertretender Ausschussvorsitzender (Principal Deputy Chairman of Committees), außerdem von 1994 bis 1997, sowie erneut von 1997 bis 2000 Ausschussvorsitzender (Chairman of Committees). Von 1991 bis 2008 war er als stellvertretender Sprecher (Deputy Speaker) tätig. Von 2001 bis 2008 war er erneut Stellvertretender Ausschussvorsitzender (Deputy Chairman of Committees). Boston war Vorsitzender folgender Ausschüsse: Von 1992 bis 1994 im Ausschuss für Angelegenheiten der Europäischen Gemeinschaften (European Communities), von 1994 bis 1997 und erneut von 1997 bis 2000 für den Bereich Geschäftsverteilung (House of Lords' Offices).
Von 2003 bis 2006 war er Mitglied des House of Lords Select Committee on the Merits of Statutory Instruments.
Zu seinen politischen Interessengebieten zählte Boston Verfassungsfragen, Überseeangelegenheiten und Gesetzesreformen.
Als Land von besonderem Interesse gab Boston Australien an.